# Іванівська сільська рада (Семенівський район, Чернігівська область)
Іва́нівська сільська́ ра́да — адміністративно-територіальна одиниця та орган місцевого самоврядування в Семенівському районі Чернігівської області. Адміністративний центр — село Іванівка.
У грудні 2019 року приєдналася до Семенівської міської громади.

## Загальні відомості
Іванівська сільська рада утворена у 1919 році.
- Територія ради: 55,49 км²
- Населення ради: 884 особи (станом на 2001 рік)

Інфраструктура існує лише в Іванівці — сільрада, магазин, школа, будинок культури і бібліотека.
Сільраді належить 5 500 га угідь, з них — 355 орних земель.

## Населені пункти
Сільській раді були підпорядковані населені пункти:
- с. Іванівка (632 жителя офіційно, фактично значно менше)
- с. Зелений Гай (19 жителів)
- с-ще Іванпуть (172 жителя)
- с. Кривуша (немає населення)[1]
- с. Марс (5 жителів на 2019)[1]
- с. Ракути (немає населення)[1]
- с. Східне (немає населення)[1]

## Склад ради
Рада складалася з 12 депутатів та голови.
- Голова ради: Козік Ігор Васильович
- Секретар ради: Єрьома Людмила Миколаївна

### Керівний склад попередніх скликань
| Прізвище, ім'я, по батькові | Основні відомості                                                         | Дата обрання | Дата звільнення |
| --------------------------- | ------------------------------------------------------------------------- | ------------ | --------------- |
| Козік Ігор Васильович       | Сільський голова, 1973 року народження, освіта вища, член Народної партії | 26.03.2006   | 31.10.2010      |
| Козік Ігор Васильович       | Сільський голова, 1973 року народження, освіта вища, член Народної партії | 31.10.2010   |                 |

Примітка: таблиця складена за даними сайту Верховної Ради України

### Депутати
За результатами місцевих виборів 2010 року депутатами ради стали:

#### За суб'єктами висування
| Суб'єкт висування                 | Кількість обраних депутатів | %    |
| --------------------------------- | --------------------------- | ---- |
| Народна партія                    | 4                           | 33,3 |
| Самовисування                     | 4                           | 33,3 |
| Партія регіонів                   | 3                           | 25   |
| Політична партія «Сильна Україна» | 1                           | 8,3  |

#### За округами
| № округу                          | Прізвище, ім'я, по батькові       | Дата визнання обраним | Освіта             | Партійна приналежність                  | Відомості про обраного депутата                         |
| --------------------------------- | --------------------------------- | --------------------- | ------------------ | --------------------------------------- | ------------------------------------------------------- |
| Народна Партія                    |                                   |                       |                    |                                         |                                                         |
| 1                                 | Єрема Людмила Миколаївна          | 02.11.2010            | вища               | член Народної партії                    | Іванівська сільська рада, секретар                      |
| 3                                 | Старосік Олександр Єгорович       | 02.11.2010            | середня            | член Народної партії                    | Машівський лісгосп, лісник                              |
| 6                                 | Кузьменко Олена Миколаївна        | 02.11.2010            | середня спеціальна | член Народної партії                    | Іванівський фельдшерсько-акушерський пункт, завідувачка |
| 9                                 | Краснощок Ігор Миколайович        | 02.11.2010            | середня            | член Народної партії                    | Іванівський ДНЗ «Веселковий», кочегар                   |
| Партія регіонів                   |                                   |                       |                    |                                         |                                                         |
| 4                                 | Вертебна Тетяна Іванівна          | 02.11.2010            | середня спеціальна | член Партії регіонів                    | тимчасово не працює                                     |
| 5                                 | Єрема Галина Валентинівна         | 02.11.2010            | середня спеціальна | член Партії регіонів                    | Іванівський фельдшерсько-акушерський пункт, медсестра   |
| 8                                 | Крисковець Катерина Олександрівна | 02.11.2010            | середня            | член Партії регіонів                    | тимчасово не працює                                     |
| Політична партія «Сильна Україна» |                                   |                       |                    |                                         |                                                         |
| 7                                 | Жовтобрюх Олександр Іванович      | 02.11.2010            | вища               | член Політичної партії «Сильна Україна» | ТОВ агрофірма «Колос», директор                         |
| Самовисування                     |                                   |                       |                    |                                         |                                                         |
| 2                                 | Козлова Наталія Василівна         | 02.11.2010            | вища               | позапартійна                            | ПП «Іванівка-Агро», бухгалтер                           |
| 10                                | Белобородько Ірина Миколаївна     | 09.01.2011            | середня            | позапартійна                            | Іванівський льонозавод, робітниця                       |
| 11                                | Киянська Валентина Іванівна       | 02.11.2010            | середня            | позапартійна                            | Семенівська філія УЛКП, касир                           |
| 12                                | Шляхова Галина Вікторівна         | 02.11.2010            | середня            | член Народної партії                    | Семенівська філія УЛКП, бухгалтер                       |

## Бюджет ради
Станом на 2019 рік бюджет сільради складав всього лише 900 000 гривень, половина цих коштів ішла на зарплату держслубовців. Навіть на заміну табличок перейменованої вулиці Леніна (на Центральну) у влади не вистачає коштів.